# Torre Carbonero
La torre Carbonero, también conocida como torre de la Carbonera, es una torre almenara situada en el municipio español de Almonte (Huelva). Se trata de una de las construcciones pertenecientes a la antigua red de torres de vigilancia costera ubicadas por todo el sur del litoral español. Se encuentra entre la Torre de la Higuera y la Torre Zalabar. Está declarada Bien de Interés Cultural. 

## Historia
En el siglo XVI, Felipe II encargó la fortificación de las costas occidentales de Andalucía, desde el Estrecho de Gibraltar hasta Ayamonte, completando el proyecto iniciado en la vertiente mediterránea de la península Ibérica y que comenzó durante el reinado de su padre, Carlos I.

## Descripción
Se trata de una torre troncocónica, cuyo aparejo es de mampuesto enfoscado. Su altura es de 15,6 metros. Su única entrada se encuentra ubicada en la cara opuesta al mar. Se encuentra en un buen estado de conservación, debido a la lejanía con los núcleos de población.